# Llac Pulicat
El llac Pulicat és la segona massa d'aigua salobre més gran de l'Índia (després del llac Chilika), amb 759 quilòmetres quadrats. Una part important de l'albufera es troba al districte de Tirupati d'Andhra Pradesh. La llacuna és una de les tres zones humides importants que rep núvols de pluja monsònica del nord-est durant la temporada d'octubre a desembre. L'estany Pulicat comprèn les regions següents: el llac Pulicat (compartit entre Andhra Pradesh (AP) i Tamil Nadu), la regió de terres pantanoses/marjalenques (AP), el bosc de la reserva de Venadu (AP) i el bosc de la reserva de Pernadu (AP). La llacuna va ser tallada pel mig per la carretera d'enllaç de Sriharikota amb l'interior. Just és la divisió del cos d'aigua en llacuna, al sud i terreny pantanós al nord. La llacuna engloba el Santuari d'Aus del llac Pulicat. L'illa barrera de Sriharikota separa la llacuna del golf de Bengala, i és la ubicació el Centre Espacial Satish Dhawan de l'Agència Índia d'Investigació Espacial.

## Hidrologia.
Dos rius que alimenten la llacuna són el riu Arani a l'extrem sud i el riu Kalangi al nord-oest, a més d'alguns rierols més petits. El canal de Buckingham, un canal de navegació, forma part de la llacuna al seu costat occidental. L'intercanvi d'aigua de la llacuna amb la badia de Bengala es fa a través d'una gola a l'extrem nord de Sriharikota i un canal de sortida d'uns 200 metres d'amplada a l'extrem sud, tots dos transporten fluxos només durant la temporada de pluges. La llacuna actua com a amortidor retenint l'aigua de la inundació pluvial acumulada fins que es descarrega gradualment al mar durant el període monsònic i els ciclons. La llacuna i les seves conques fluvials es troben tant als estats d'Andhra Pradesh com de Tamil Nadu. La llacuna i les seves conques fluvials de drenatge es convertiren en conques fluvials interestatals d'acord amb la Llei de Disputes sobre l'Aigua de rius Interestatals de 1956. La major part de la zona de la llacuna, inclosa la seva sortida d'aigua al mar, es troba a Andhra Pradesh.

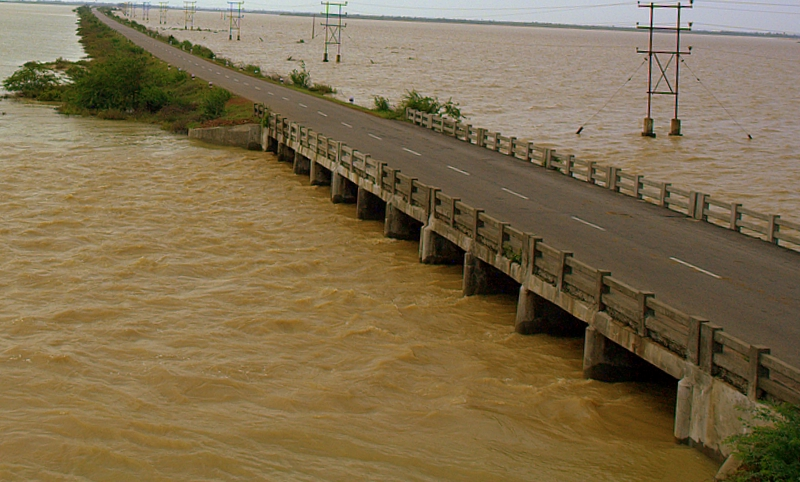
Llac Pulicat amb aigües fangoses de les pluges de gener de 2006.

La qualitat de l'aigua de la llacuna varia molt durant diverses estacions –estiu, pre-monsó, monsó i post-monsó– ja que varia la profunditat i l'amplada de la desembocadura de la llacuna, provocant una situació dinàmica de mescla i circulació de les aigües. La variació de salinitat resultant i el DO (oxigen dissolt) afecta la producció primària, el plàncton, la biodiversitat i la pesca d'aquesta llacuna. Els valors de salinitat varien des de zero durant el monsó fins a unes 52.000 ppm (hipersalina) durant les estacions posteriors i pre-monsó. L'adaptació a aquesta gran variació és difícil per a les espècies sèssils i sedentàries de la llacuna. No obstant això, les espècies eurihalines encara habiten a la llacuna. L'hàbitat bentònic o de fons d'aquesta llacuna es classifica en tres zones. La zona sud, la primera, està dominada per sorra amb alguna barreja de fang. La segona zona de la regió nord és totalment fangosa. La tercera zona amb sorra i fang a parts iguals està coberta de rogles de males herbes i es diu que és rica en biodiversitat bentònica. Els nivells de toxicitat de metalls pesants com el magnesi, el plom, el zinc, el níquel, el cadmi, l'alumini i el coure i els productes químics com l'amoníac, el sulfat i el fluor a la llacuna es trobaven fins 2007 dins dels límits admissibles. Després de les inundacions a l'Índia de 2015, la llacuna va experimentar una dessalació de fins a un 40% a causa de l'arribada d'aigua dolça.

## Flora i fauna
El llac exhibeix gran diversitat de flora i fauna, que suporten indústria pesquera comercial i una gran població d'ocells.

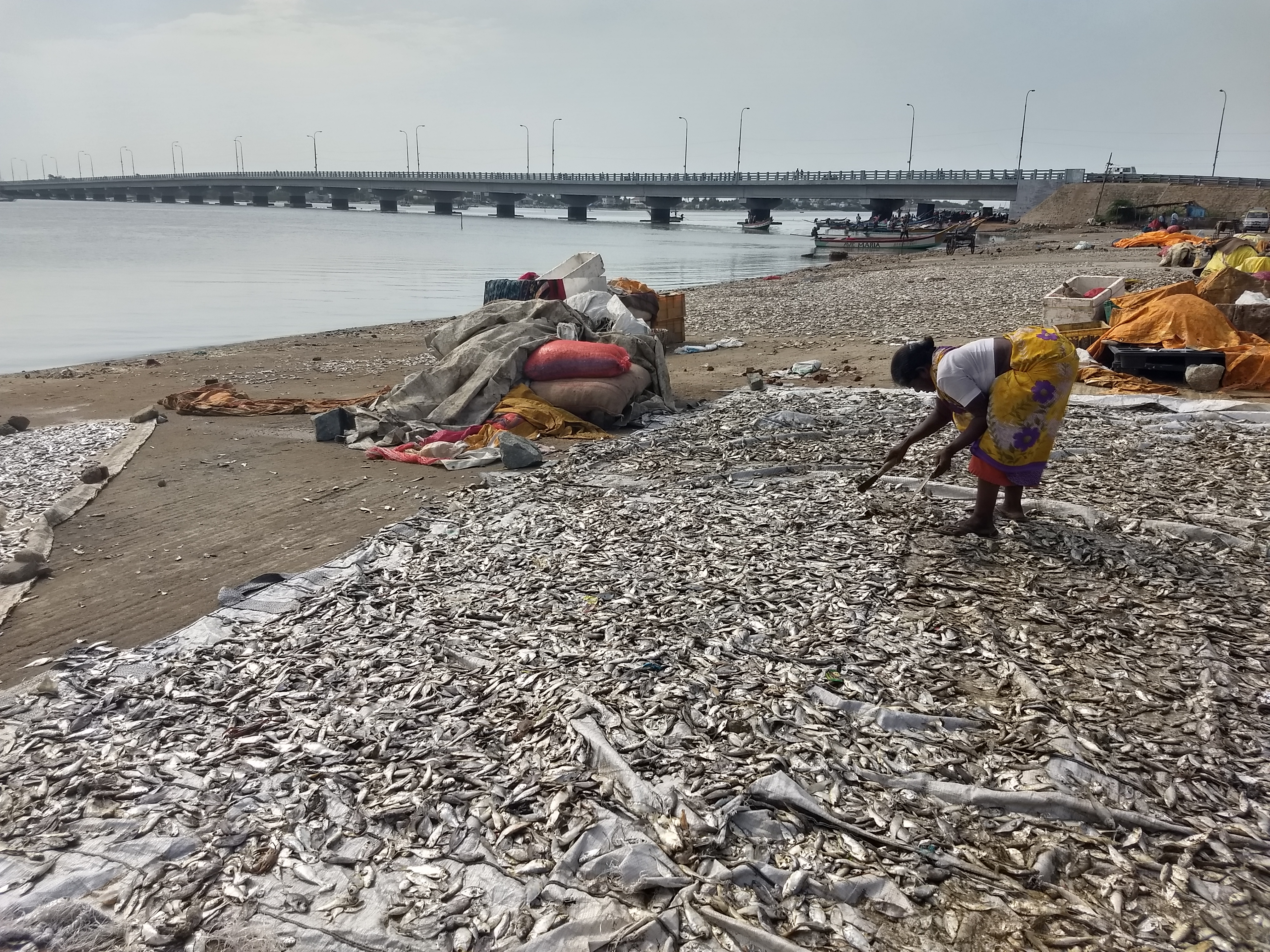
Peix assecant-se a la vora de l'albufera.
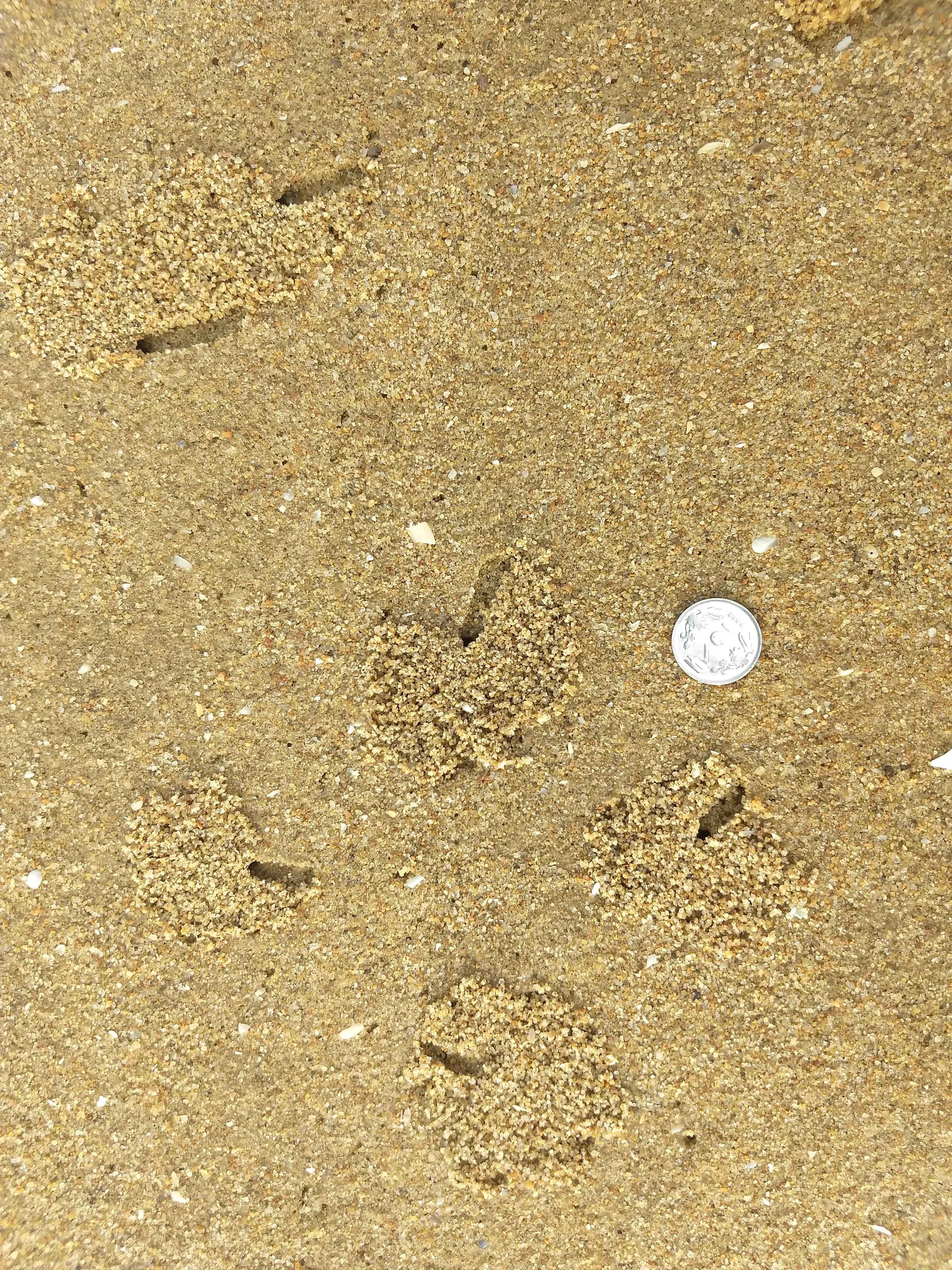
Rogles de sorra remoguda per carrancs en amagar-se.
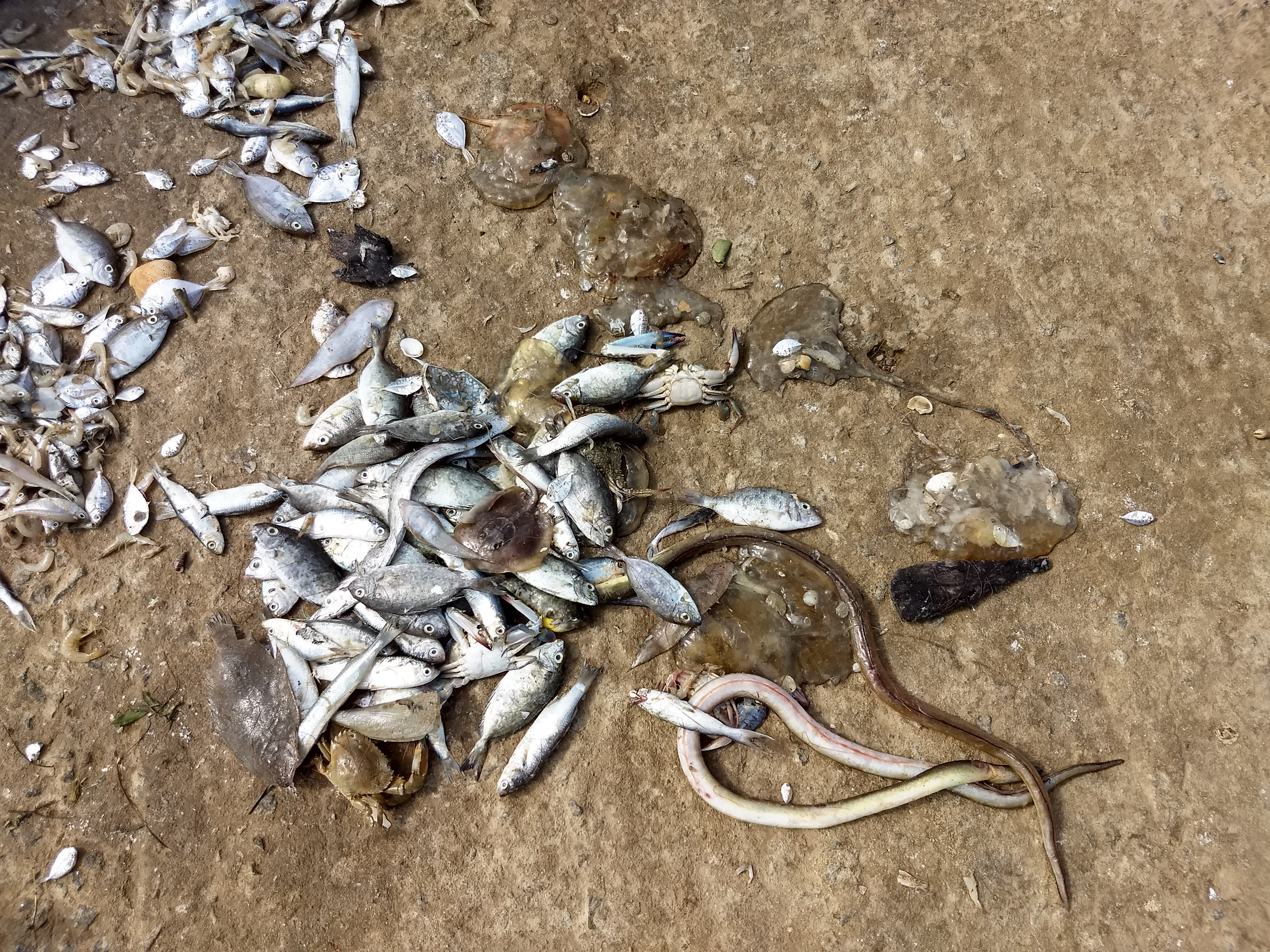
Peixos, crancs, anguiles, gambes, meduses...
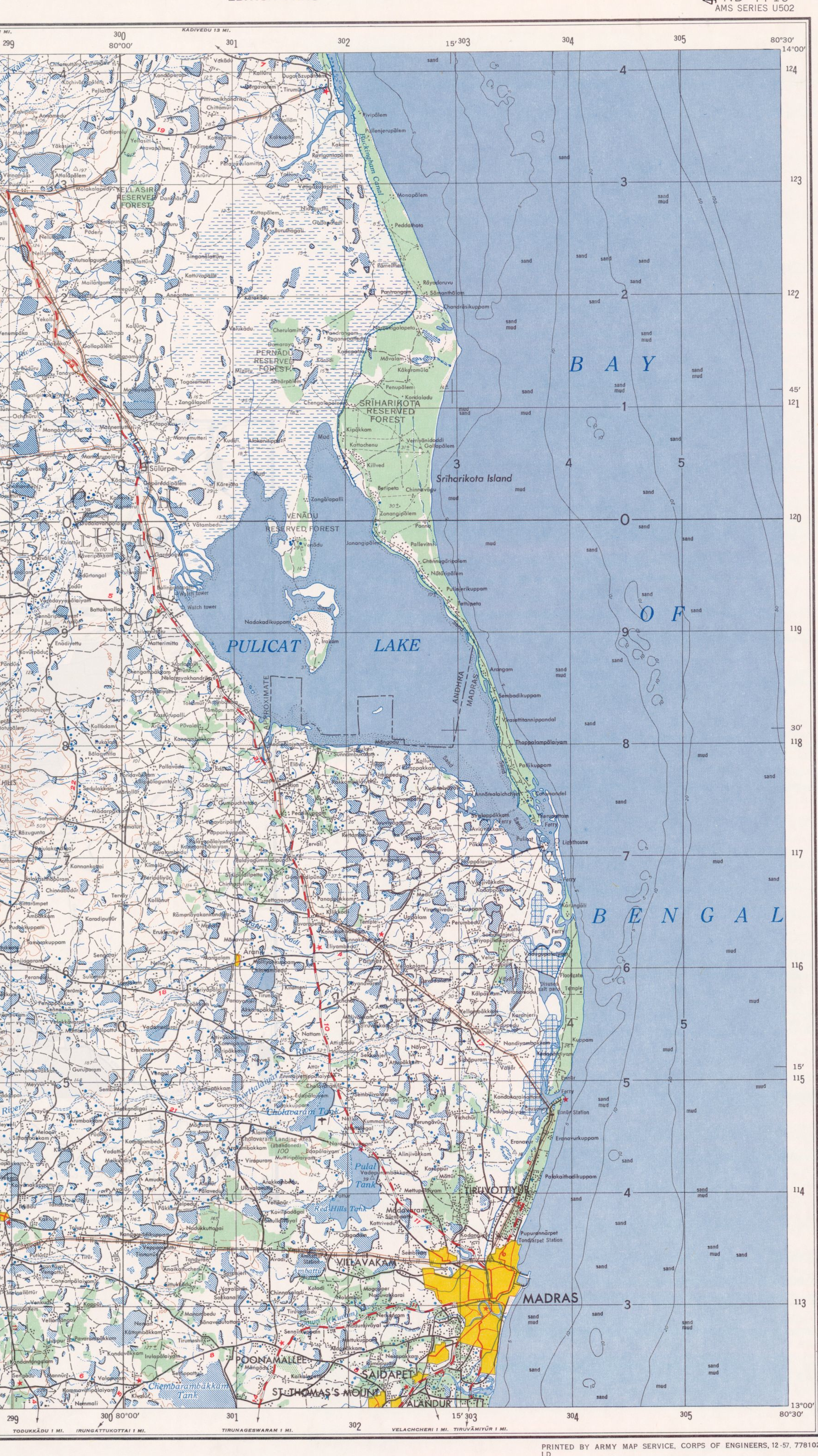
Mapa de 1957. Es poden veure les tres reserves forestals que s'anomenen en l'article.